# Kunsthalle de Hamburgo

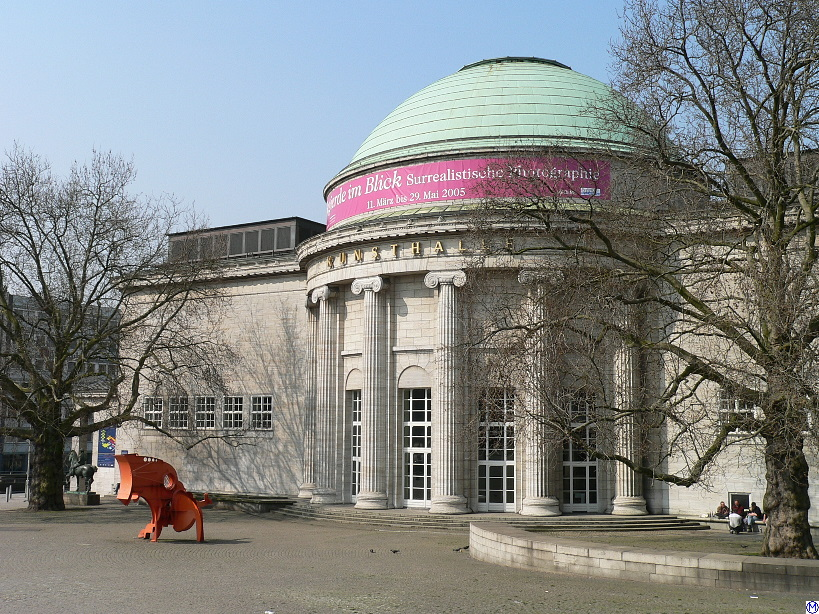
Kunsthalle de Hamburgo.

El Kunsthalle de Hamburgo (en alemán: Hamburger Kunsthalle) es un museo de arte situado en Hamburgo, Alemania.
Está constituido por tres edificios relacionados. El primero fue construido en 1863-1869 por los arquitectos Georg Theodor Schirrmacher y Hermann von der Hude; los otros se erigieron en 1919 y 1997. 
El museo alberga una importante colección de pintura del siglo XIX con obras de Max Liebermann, Lovis Corinth, Philipp Otto Runge, Caspar David Friedrich, Adolf Menzel y Jean-Léon Gérôme. Otro edificio se dedica al arte moderno.
Una pintura del Kunsthalle se vio afectada por el robo de arte de Fráncfort de 1994. Mientras estaba en préstamo en el Kunsthalle Schirn de Fráncfort, la pintura Nebelschwaden de Caspar David Friedrich fue robada. Después de negociaciones con los ladrones, un abogado compró la pintura; cuando el Kunsthalle rehusó recompensarlo, él los demandó y ganó.

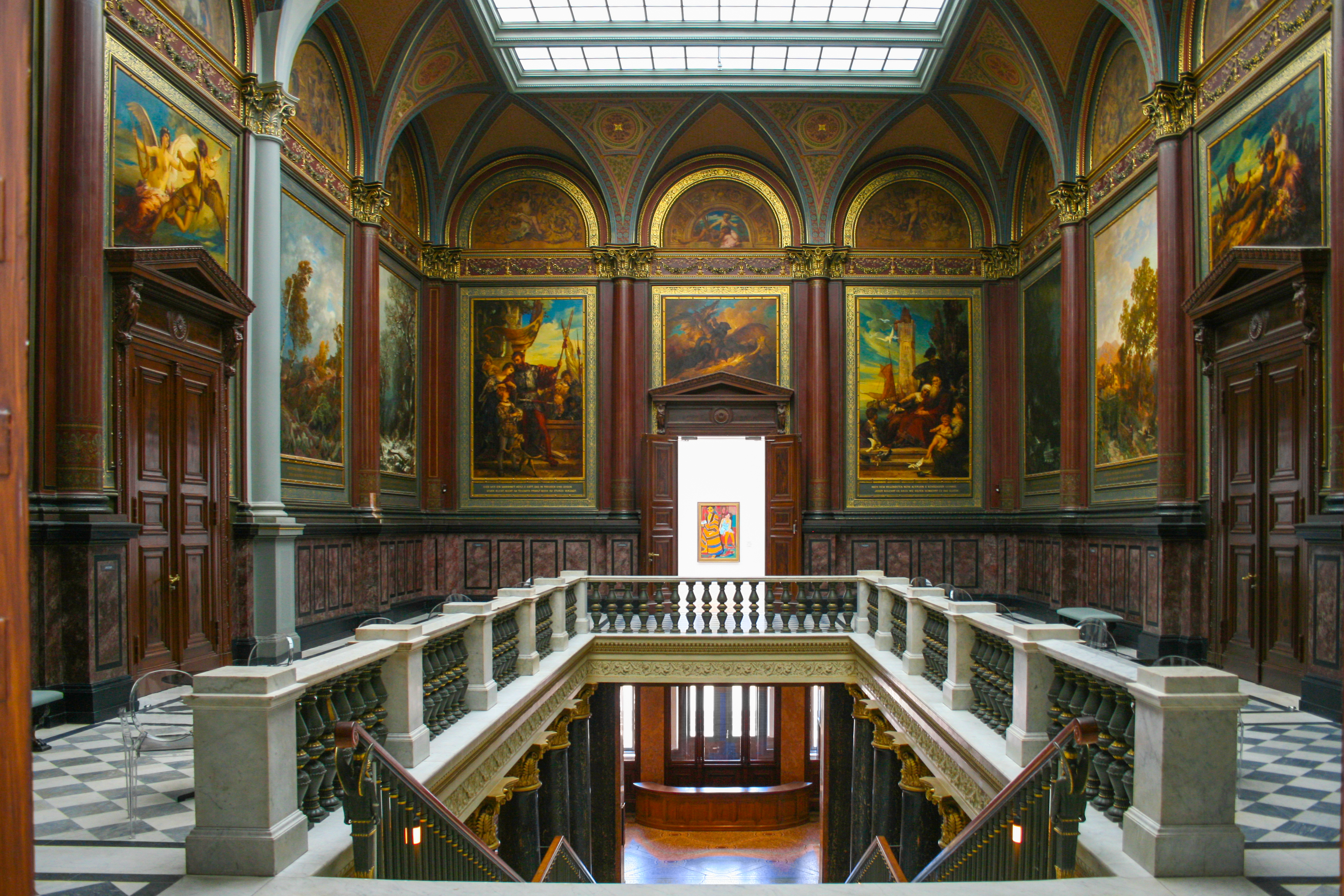
Escalera histórica
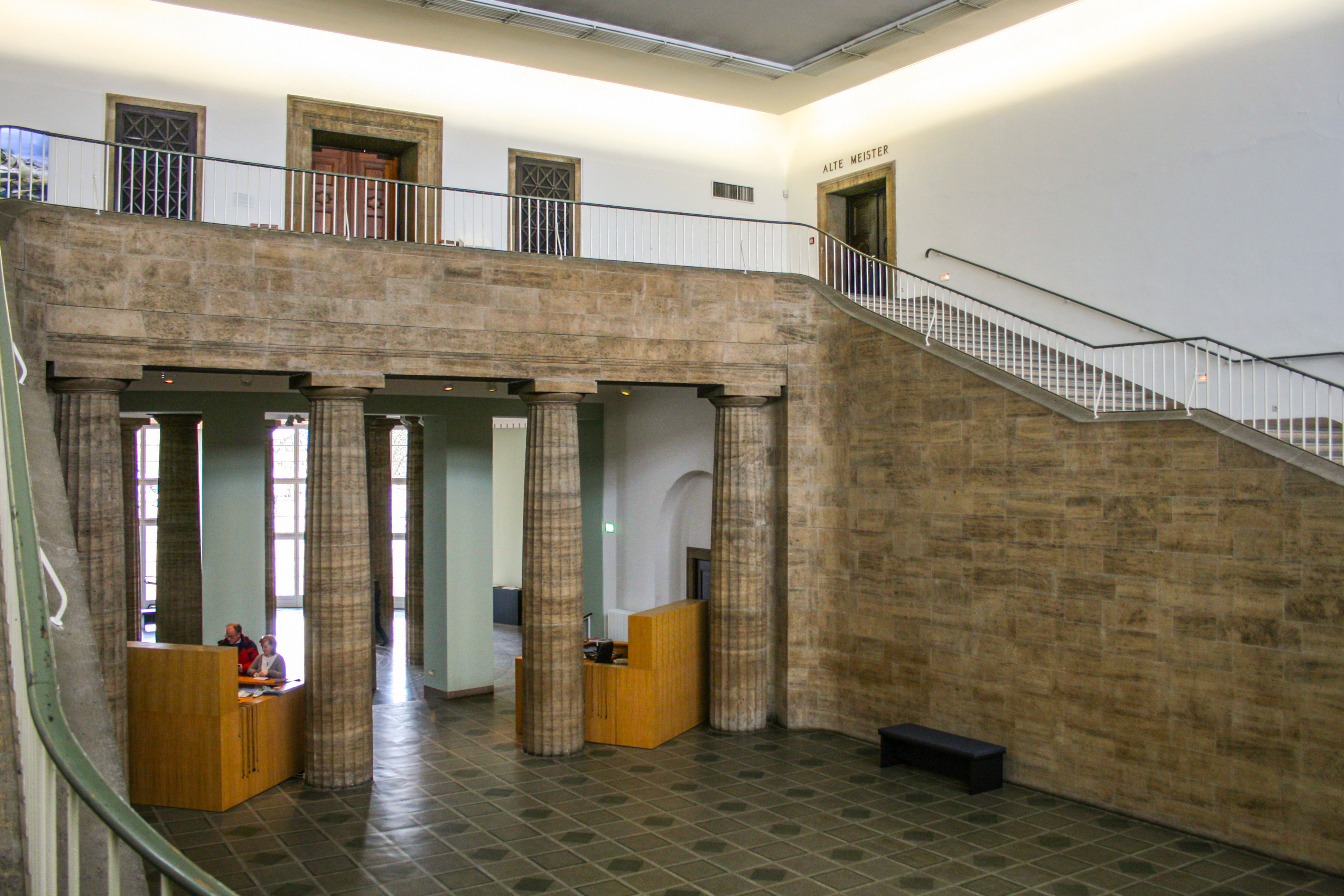
Entrada sala
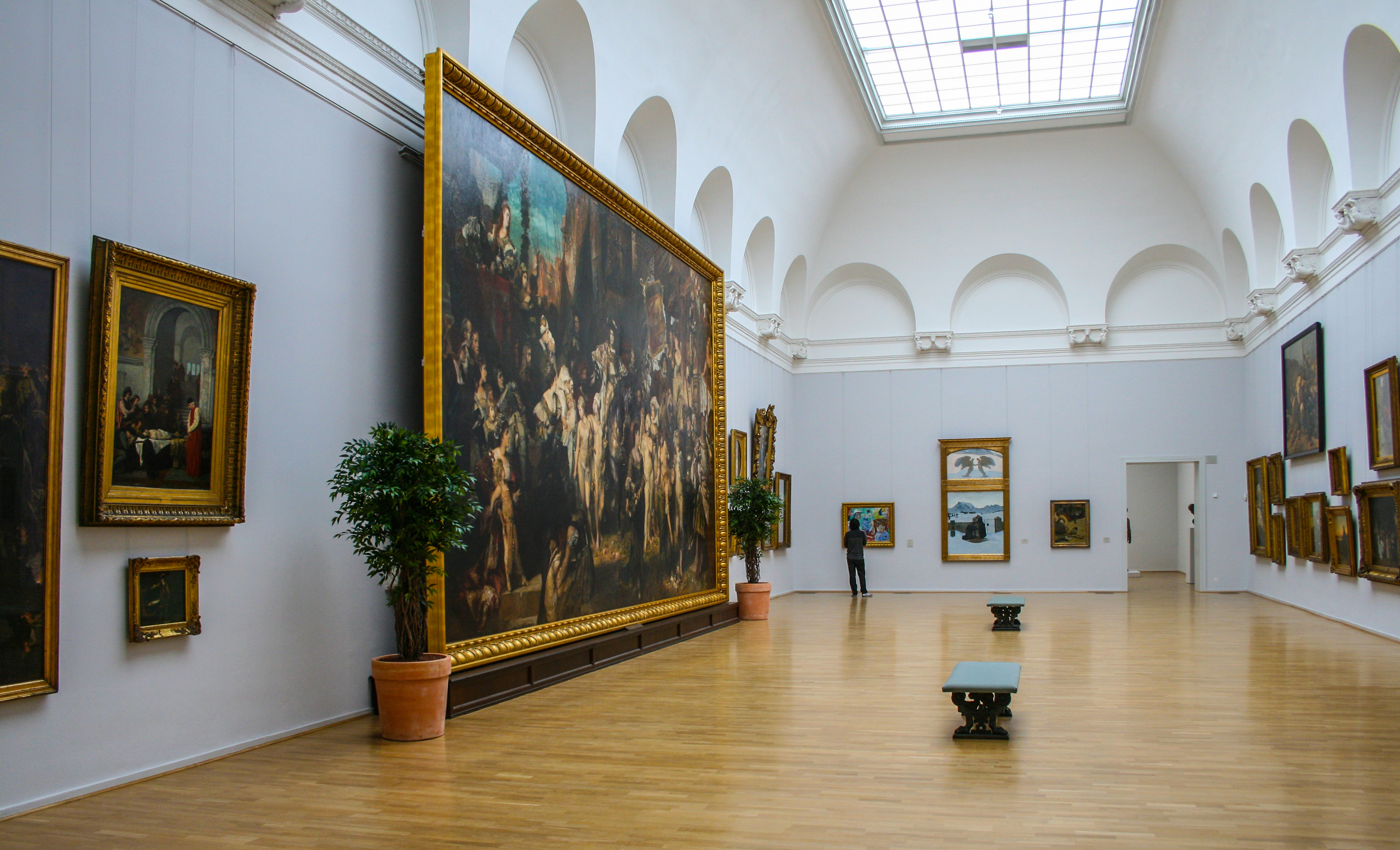
Sala de exposiciones

## Colección artística

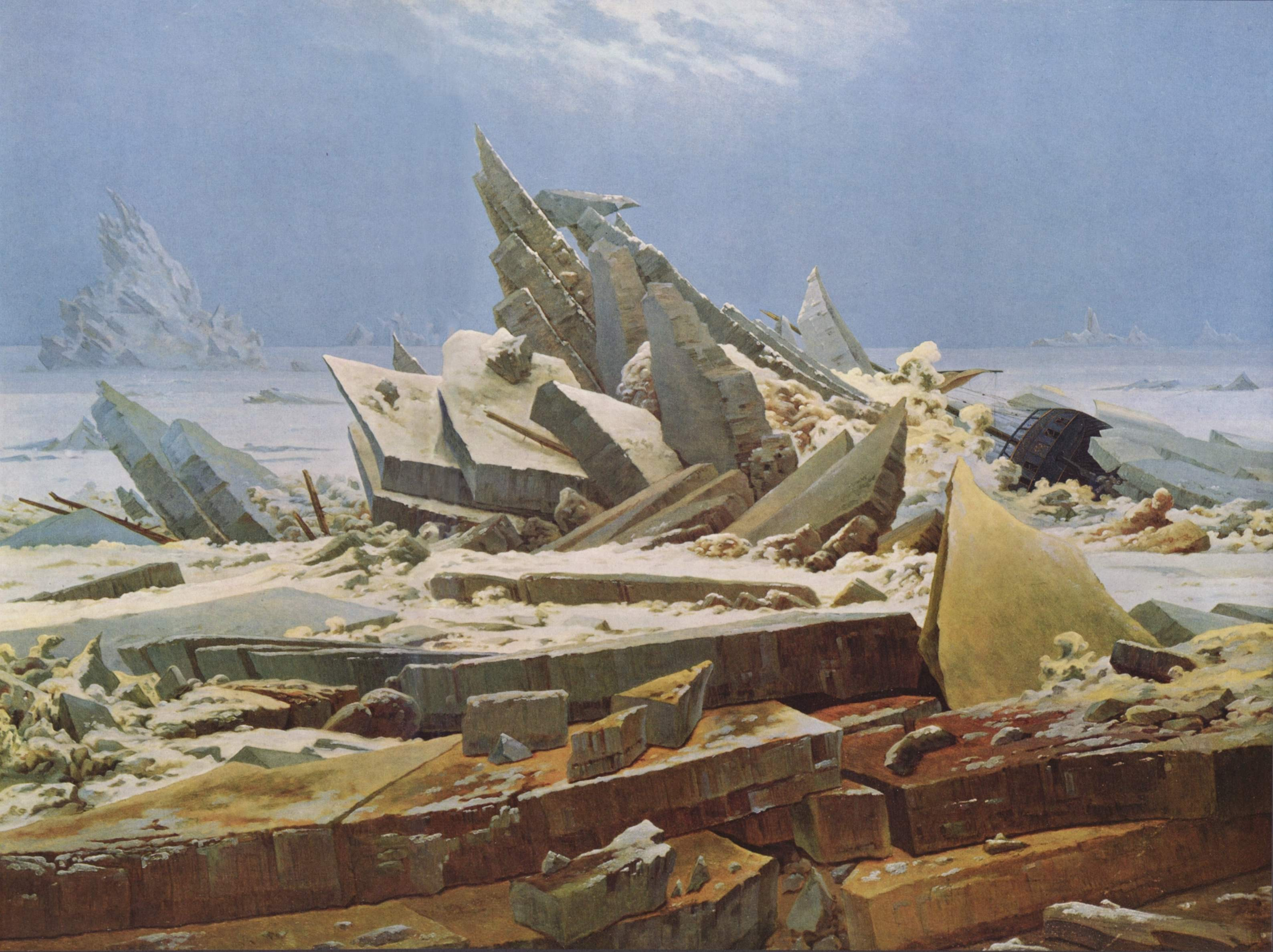
Caspar David Friedrich

El sin número de obras que posee este edifício es más que todo una colección de antiguos maestros desde el quattrocento alemán, pasando por pinturas holandesas del siglo XVII, incluso del arte italiano sin olvidar las pinturas francesas del siglo XVI hasta el XVIII.
La colección consta de artistas como Runge, Friedrich, Feuerbach, Böcklin, Menzel, Leibl, Courbet, Corot, Daumier, Degas, Toulouse-Lautrec, Gauguin, Renoir, Manet, Monet, Giambattista Pittoni, Giambattista Tiepolo, Sisley, Cézanne, Lieberman, entre otros.
También cuenta con un valioso conjunto de dibujos españoles antiguos, más de 200, que incluye ejemplos de Murillo, Alonso Cano, Valdés Leal y Goya. Es uno de los más importantes del mundo, y en 2014 una selección se expuso en el Meadows Museum de Dallas y el Museo del Prado de Madrid.

## Dirección
- Glockengiesserwall, 20095 Hamburg